# Ihor Volodimirovics Klimenko
Ihor Volodimirovics Klimenko (ukránul: Ігор Володимирович Клименко; Kijev, 1972. október 25. –) ukrán rendőrtiszt és politikus. 2019. szeptember 25. és 2023. január 19. között az Ukrán Nemzeti Rendőrség vezetője, 2023. február 7. óta belügyminiszter. Január 18. óta belügyminiszter-helyettes és megbízott belügyminiszter volt.

## Élete
1972. október 25-én született Kijevben. 1989–1994 között  a Harkivi Katonai Egyetemen (2003-tól Ivan Kozsedub Harkivi Katonai Repülési Egyetem) tanult. Később az Illja Mecsnikov Odesszai Nemzeti Egyetemen szerzett diplomát, majd a Dnyipropetrovszki Állami Belügyi Egyetemen jogi tanulmányokat követően szerzett mesterfokozatot.
1994 és 1997 között az Ukrán Fegyveres Erők Szárazföldi Erőinek 8. hadtestéhez tartozó, Bila Cerkvában állomásozó, hadműveleti-harcászati rakétákkal felszerelt 459. rakétadandárnál szolgált hivatásos katonaként. 1998-tól az Ukrán Belügyminisztérium állományába tartozik. 1998-tól 1999-ig pszichológusként, 1999–2001 között vezető pszichológusként dolgozott a Harkivi Területi Belügyi Igazgatóság Gyakorlati Pszichológiai Központjában. 2001 decemberétől 2002 márciusáig az Ukrán Belügyminisztérium Különleges Békefenntartó Központjának munkatársa volt, majd 2002 márciusa és júniusa között az Ukrán Belügyminisztérium békefenntartó egységének tagjaként Koszovóban szolgált. 2002-től 2004-ig ismét Harkivba dolgozott, a Harkivi Területi Belügyi Igazgatóság Gyakorlati Pszichológiai és Szakmai Pályaorientációs Központjának vezetője volt.
2004-tól az ukrán belügyminisztérium központi állományában dolgozott vezetői beosztásokban, személyzeti és pszichológiai területeken.. 2004 és 2008 között Ukrajna Belügyminisztériuma Személyzeti Főosztályának Gyakorlati Pszichológiai Központjának vezető pszichológusa volt. 2008. februártól márciusig Ukrajna Belügyminisztériuma Személyzeti Főosztályának Elemzési és Statisztikai Számviteli Osztályának helyettes vezetője volt. 2008 márciusától 2010 júniusáig az Ukrán Belügyminisztérium Személyzeti Főosztály Gyakorlati Pszichológiai Központjának vezetője volt. 2010 júniusától 2011 áprilisáig a belügyminisztérium Személyzeti Főosztályának helyettes vezetője és a pszichológiai osztály vezetője volt. 2011 decemberétől 2014 márciusáig Ukrajna Belügyminisztériuma Szakmai Képzési és Oktatási Főosztályát vezette.
2014 decemberétől  2015 novemberéig az Ukrán Belügyminisztériuma személyzeti osztályának helyettes vezetője. 2015 novemberétől 2017 októberéig a Milíciából akkor megalakított Ukrán Nemzeti Rendőrség személyzeti osztályának vezetője volt. 2017-ben a személyzeti osztály vezetése mellett egyúttal kinevezték az Ukrán Nemzeti Rendőrség helyettes vezetőjévé, majd 2019 szeptemberében az Ukrán Nemzeti Rendőrség vezetőjévé.
2013 októberében a pszichológiai tudományok kandidátusa fokozatot szerzett a Harkivi Nemzeti Belügyi Egyetemen. 2019-ben doktori fokozatot szerzett pszichológiából a Harkivi Nemzeti Egyetemen. Doktori disszertációjának címe A rendőrségi képzés pszichológiai támogatásának elmélete és gyakorlata.
Denisz Monasztirszkij addigi belügyminiszter helikopter-baleset miatt bekövetkezett halála után, 2023. január 18-án Ukrajna belügyminiszter-helyettesévé és megbízott miniszterévé nevezték ki. Az Ukrán Legfelsőbb Tanács  2023. február 7-én szavazta meg belügyminiszteri kinevezését.

## Kitüntetései
- Haza védelmezője érdemérem
- Dicsőség kereszt

## Magánélete
Nős, egy fiúgyermeke van.